# Torfhaus (Strausberg)
Torfhaus ist ein Wohnplatz der Stadt Strausberg im Landkreis Märkisch-Oderland im Land Brandenburg.

## Lage
Der Wohnplatz liegt südlich des Stadtzentrums. Nördlich ist der Wohnplatz Neue Mühle. Es folgen im Uhrzeigersinn das Naturschutzgebiet Lange Dammwiesen und Unteres Annatal, der Ortsteil Hennickendorf der Gemeinde Rüdersdorf bei Berlin sowie der Ortsteil Petershagen der Gemeinde Petershagen/Eggersdorf. Der Stranggraben als Zulauf des südwestlich gelegenen Stienitzsees fließt südlich an der Gemarkung vorbei.

## Sehenswürdigkeiten

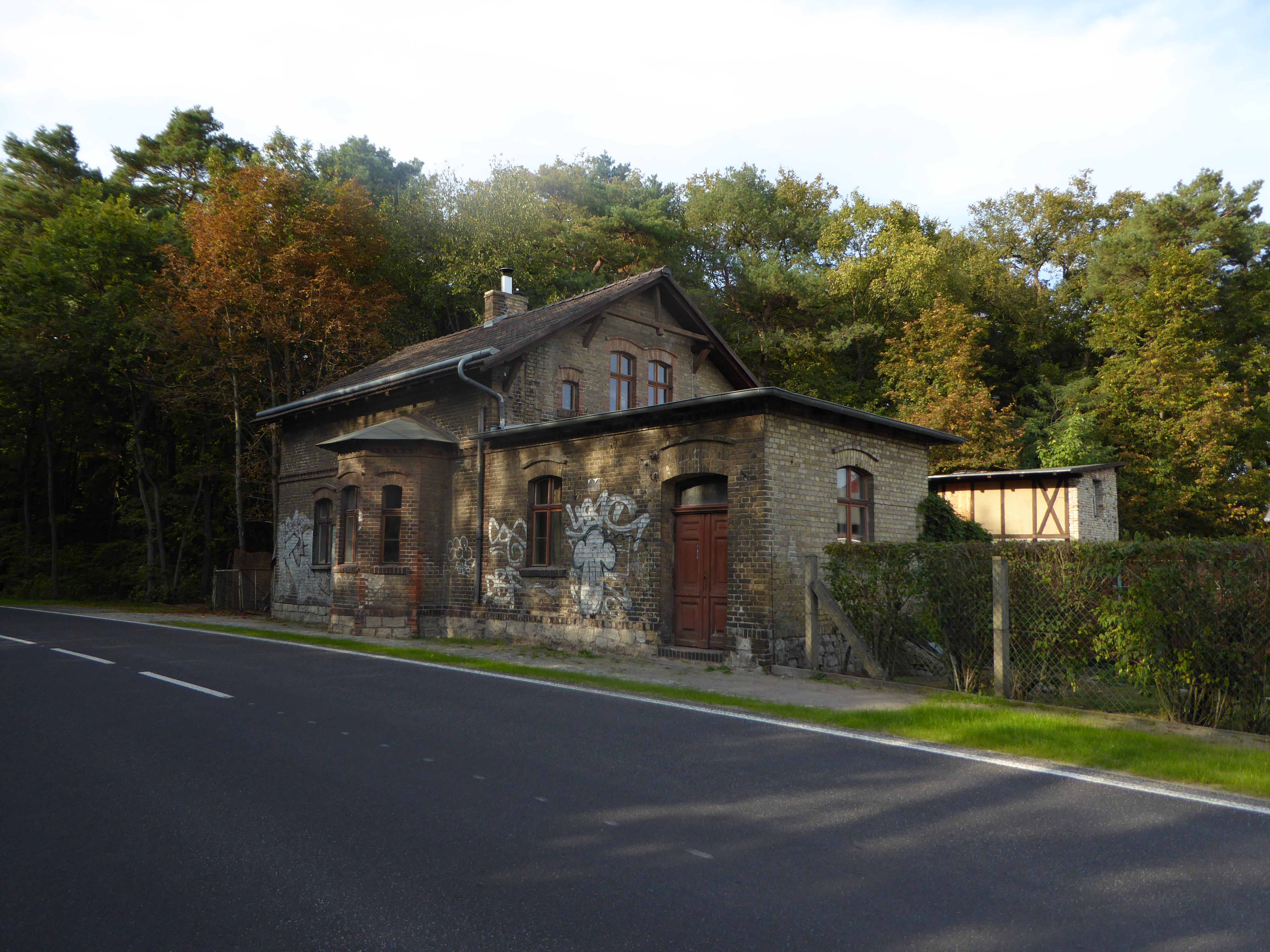
Chausseehaus

- Das Chausseehaus am nördlichen Ortsausgang steht unter Denkmalschutz
- Naturschutzgebiet Lange Dammwiesen und Unteres Annatal

## Verkehr und Infrastruktur
Die Hennickendorfer Chaussee führt von Norden kommend in südlicher Richtung durch den Ort. Dies ist auch neben einem Abzweig Torfhaus die einzige Verbindung des Wohnplatzes. Er ist durch die gleichnamige Haltestelle mit der Linie 950 an den ÖPNV angeschlossen.